# Aksaray (Istambul)
Aksaray é um bairro de Istambul, Turquia, situado no distrito de Fatih. Deve o seu nome ao facto de ter sido ocupado por pessoas trazidas da província homónima, na Anatólia Central no século XV pelo sultão otomano Maomé II, o Conquistador, a fim de repovoar a cidade após ser tomada pelos turcos.
É um bairro de aparência moderna, a oeste do centro histórico (bairro de Eminönü), no qual se encontra um importante nó de transportes públicos, com muito comércio, hotéis (a par de Sultanahmet e Taksim é uma das zonas de Istambul com mais concentração de hotéis) e uma das preferidas para compras e outras atividades pelos turistas da Europa de Leste, nomeadamente russos e romenos.
O bairro é atravessado pela Ordu Caddesi, um troço do que na Antiguidade era a chamada Estrada Imperial, que ligava a "Porta do Canhão" (Topkapı; não confundir com o palácio homónimo) das muralhas ao Hipódromo (atual Praça Sultanahmet) e ao Grande Palácio imperial. O percurso da Estrada Imperial é atualmente ocupado pela Divan Yolu (Estrada da Corte), que vai de Sultanahmet a Beyazit, que muda de nome para YeniÇeriler Caddesi (Avenida dos Janízaros), depois para Ordu Caddesi e, a oeste de Aksaray, para Turgut Özal Caddesi (antiga Millet Caddesi; Avenida da Nação).
O monumento mais importante do bairro é provavelmente a Mesquita Pertevniyal Valide Sultan, também conhecida como Mesquita de Aksaray u Aksaray Valide Sultan Cami, mandada  construir pela sultana Pertevniyal, esposa do sultão Mamude II e mãe do sultão Abdulazize. A mesquita foi terminada em 1871-1872 e é da autoria dos irmãos arquitetos arménios otomanos Sarkis e Hagop Balian.